# Бессточное озеро

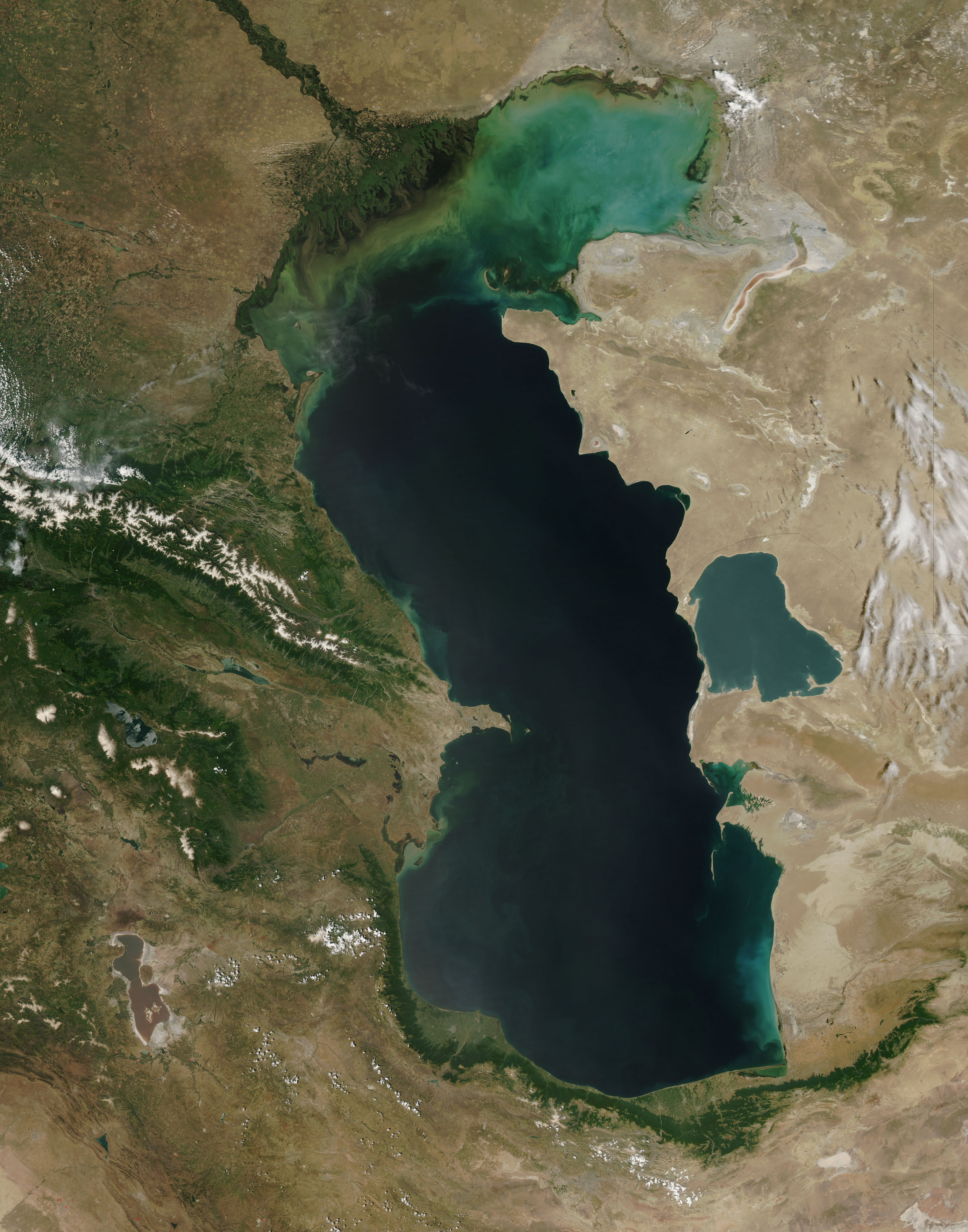
Каспийское море — самое большое бессточное озеро на Земле

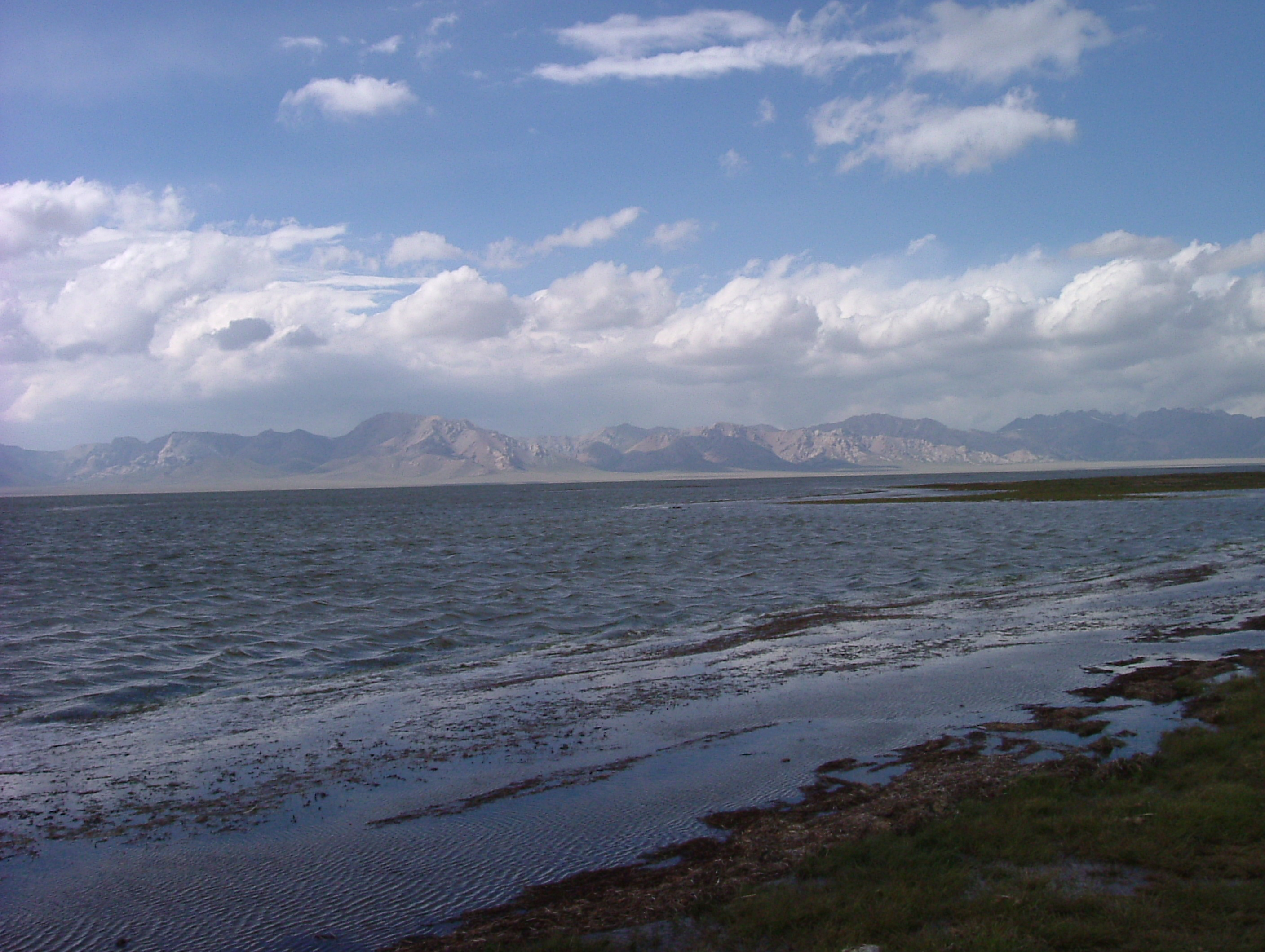
Бессточное озеро Чатыр-Куль, Кыргызстан

Бессто́чное о́зеро — озеро, не имеющее поверхностного или подземного стока, водный расход которого осуществляется за счёт испарения, инфильтрации или искусственного водозабора.
Для описания водного режима такого озера также используется термин «эндорейное озеро».
Озеро с внешним стоком, то есть озеро, являющееся истоком рек, называется сточным или проточным.
Чаще всего бессточные озёра встречаются в областях внутреннего стока степной и полупустынной зон и в областях многолетней мерзлоты. В засушливом климате в таком озере накапливаются минеральные соли. Бессточные озёра очень восприимчивы к загрязнению окружающей среды.
Крупнейшие бессточные озёра (по алфавиту)
Африка:
1. Рудольф
2. Чад

Америка:
1. Большое солёное озеро
2. Койпаса
3. Куицео
4. Тескоко

Азия:
1. Балхаш
2. Иссык-Куль
3. Каракуль
4. Каспийское море
5. Мёртвое море

Австралия:
1. Эйр

Каспийское море является самым большим бессточным озером на Земле.
До начала обмеления одним из крупнейших бессточных озёр было Аральское море.
Промышленная добыча поваренной соли ведётся в бессточных озёрах Эльтон и Баскунчак (Россия), соды — в Доронинском озере (Россия), мирабилита — в Большом солёном озере (США) и др.